# Hátborzongat-Lak 2.
A Hátborzongat-Lak 2. (eredeti cím: A Haunted House 2) 2014-ben bemutatott amerikai horror filmvígjáték, amelynek rendezője Michael Tiddes, főszereplője Marlon Wayans. A film a 2013-as Hátborzongat-Lak című film folytatása.
Az Amerikai Egyesült Államokban 2014. április 18-án mutatták be a mozikban, Magyarországon a TV2 vetítette le szinkronizálva 2017. július 17-én.
Általánosságban negatív véleményeket kapott a kritikusoktól. A Metacritic oldalán a film értékelése 17% a 100-ból, ami 16 véleményen alapul. A Rotten Tomatoeson a Hátborzongat-Lak 2. 8%-os minősítést kapott, 37 értékelés alapján. A film bevételi szempontból viszont jól teljesített, ugyanis a 4 millió dolláros költségvetésével szemben több mint 23 millió dollárt tudott termelni.
Malcolm (Wayans), miután az első részben kiűzte az összes démont exéből, hamarosan új kapcsolatba kezd. Az új barátnőjével és annak két gyermekével beköltöznek egy házba, azonban ott Malcolm ismét aggasztó paranormális eseményeket lesz kénytelen megtapasztalni.
A film forgatása 2013. augusztus 26-án kezdődött.

## Cselekménye
A film nyitójelenetében Malcolm Johnson (Marlon Wayans) és az ő unokatestvére, Ray-Ray láthatóak, ahogyan Malcolm megszállott barátnőjét, Kishát fuvarozzák el a kórházba, mert megtámadta a férfit, ő pedig védekezésképpen megverte. Az út során Kisha kezd magához térni és elkezd Malcolm ellen harcolni a hátsó ülésen, majd a nő Ray arcába lehel. Tovább haladván, az autó összeütközik egy teherautóval. Valamely módon mindenki jól van, de Malcolm és Ray otthagyják az eszméletlen Kishát a hátsó ülésen és elszaladnak. Egy év elteltével, Malcolm megismerkedett az új barátnőjével, Megannal, és annak két gyermekével – a tizenéves lánnyal, Beckyvel és az effeminált fiúval, Wyattal, akinek egy Tony nevezetű sztereotípiás fekete képzeletbeli barátja van. A család egy új otthonba költözik a kutyájukkal, Shiloh Jr.-al. Miután a bútorszállítók kikötözték a széfet a ház gyepe mellé, egy láthatatlan erő kioldja a kötelet, melynek során egyenesen a kutyára esik, amitől kilapul. Malcolm egészen a temetéséig siratja hisztérikusan.
Hamarosan Megan egy Abigail nevű hátborzongató babát tesz az ágyuk melletti székre. Malcolm addig gondolkodik, hogy végül elkezd vele vadul szexelni. Malcolm mindig magával hordozza a kameráját, hogy rögzítse mindazt, amit lát. Találkozik a szomszédjával, Miguelel, aki mindig azt érzi, hogy Malcolm rasszista szavakkal illeti, ha valamilyen mexikói sztereotípiával kapcsolatos észrevételt tesz, bár végül a férfi feltárja, hogy mindvégig csak tréfált. Furcsa dolgok kezdenek el történni. Malcolm kamerán rögzíti, hogy szexel és csókolózik Megannal, de észreveszi a felvételen, hogy Abigail elfordította a fejét. Az egyik dobozban megtalálja a régi videokazettákat is, amelyen egy démoni lény megpróbál megölni egy háromtagú családot, egy fára lógatva őket. Nem sikerül neki, mert a kötél, amit kioldana elszakad és végül nem sikerül felakasztania egyikőjüket sem. Közben Becky egy régi dobozt talál, amihez ragaszkodik, valamint Wyatt folytatja a képzeletbeli barátjával a játékot. Malcolm segítséget kér egy Wilde nevű professzortól, aki parapszichológus. Azt a következtetést vonja le, hogy jelenleg Malcolmnak egy korábbi démoni erővel kell szembenéznie. Malcolm úgy gondolja, hogy köze van a Kishához. Wilde, majd a prostituált alkalmazottjaival folytatja a munkáját. Malcolm úgy érzi, hogy Abigail terrorizálódott és megalázkodott előtte, mivel ő pucér fotókat küldött neki a telefonjára. Azt is észreveszi, hogy égette a ruháit a medence mellett. Később Malcolm lát egy dobozt a sötétben, ami elkezd mozogni, majd megtámadja minden lehetséges módon. Megan és a gyerekek lefutnak a lépcsőn, és elmondják Malcolmnak, hogy a dobozban lévő dolog egy meglepetés lett volna neki, hogy pótolják Shiloh Jr. halálát. Így Malcolm kivesz a dobozban egy rettenetes módon széttrancsírozott kutyát. Fejbe lövi még egyszer, hogy megszüntesse a szenvedését.
A család pusztító furcsa forgatókönyvei között Becky megnyitja a dobozát, és egy egész lepkeraj lepi be a szobáját. Malcolm ezt úgy oldja meg, hogy rovarlámpákat telepít be. Észreveszi a démont is, amelyet Wilde professzor szerint Aghoulnak neveznek. Bár megpróbálja elmagyarázni a furcsaságokat Megannek és a gyerekeknek, de nem hisznek neki. Hogy még rosszabbá váljon a helyzet, Malcolm másnap jön haza, és felfedezi, hogy Megan belemerülve beszélget Kishával, aki gyönyörűen néz ki. Elmondta Megannek, hogy Malcolm egy árokban hagyta őt, hogy meghaljon. A nő amikor távozik otthonukból, félelmetes, fekete démoni szemeket villant. Később, Malcolm látja, hogy Abigail üzent: "Hiányzom?" piros krétával a falra írva. Megpróbál megszabadulni tőle; eltemeti, de ugyanúgy visszatér. Visszaküldeti Tajvanba, de ismét visszajön. Felszecskázza és meggrillezi, de visszatér.

## Szereplők
| Szereplő                               | Színész                | Magyar hang        |
| -------------------------------------- | ---------------------- | ------------------ |
| Malcolm Johnson                        | Marlon Wayans          | Szabó Máté         |
| Megan                                  | Jaime Pressly          | Gáspár Kata        |
| Kisha Davis                            | Essence Atkins         | Csifó Dorina       |
| Aghoul                                 | Dave Sheridan          | N/A                |
| Ray-Ray, Malcolm gengszter unokatesója | Affion Crockett        | Horváth Illés      |
| Doug Williams atya                     | Cedric the Entertainer | Albert Péter       |
| Miguel José Jesús González Smith       | Gabriel Iglesias       | Kis Horváth Zoltán |
| Becky                                  | Ashley Rickards        | Pekár Adrienn      |
| Ned                                    | Hayes MacArthur        | Varga Gábor        |
| Noreen                                 | Missi Pyle             | Kisfalvi Krisztina |
| Wyatt                                  | Steele Stebbins        | N/A                |
| Wilde professzor                       | Rick Overton           | Németh Gábor       |